# Belsize Park

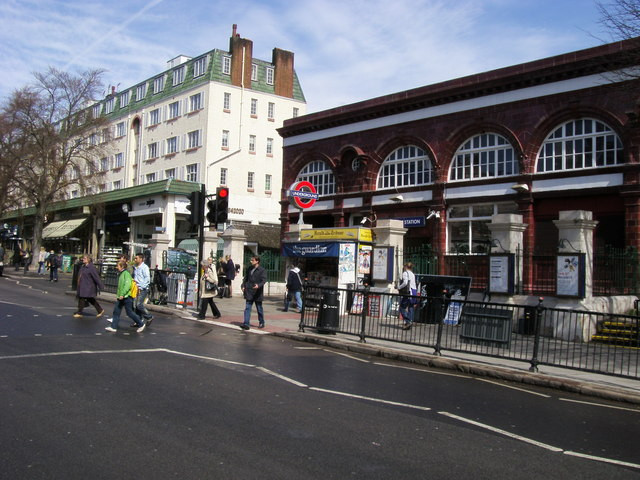
U-Bahn-Station Belsize Park

Belsize Park ist ein Stadtviertel im London Borough of Camden.
Es liegt in der Nähe des Parks Hampstead Heath. Es ist gekennzeichnet durch Parks und Altbauten aus  viktorianischer Zeit und gilt mittlerweile als In-Viertel.